# Dr. Albert Schweitzerbrug
De Dr. Albert Schweitzerbrug is een dubbele basculebrug in de Prins Bernhardlaan te Alphen aan den Rijn. Het is een van de bruggen die in de plaats de Oude Rijn ( Vaarwegklasse CEMT IV ) overspannen. De andere zijn de Steekterbrug, Alphense Brug, Swaenswijkbrug, Koningin Julianabrug, en de Koningin Máximabrug. De brug is in 1976 in gebruik genomen en wordt bediend vanuit Brugbedieningscentrum Steekterpoort.

## Afbeeldingen

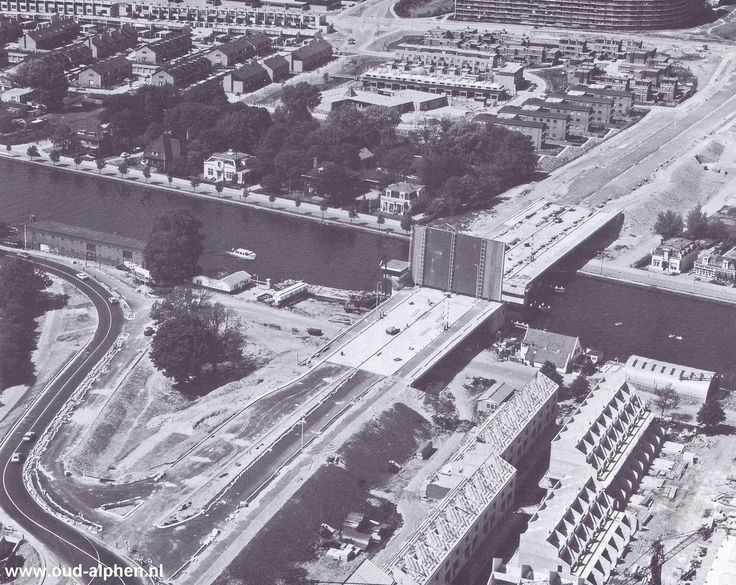
Luchtfoto Dr. Albert Schweitzerbrug in aanbouw ( 1975 / 1976 ).